# Wargity
Wargity (deutsch Wargitten) ist eine Ortsstelle in der polnischen Woiwodschaft Ermland-Masuren und liegt im Gebiet der Gmina Barciany (Barten) im Powiat Kętrzyński (Kreis Rastenburg).

## Geographische Lage
Die Ortsstelle Wargity liegt in der nördlichen Mitte der Woiwodschaft Ermland-Masuren, 18 Kilometer nordwestlich der Kreisstadt Kętrzyn (deutsch Rastenburg).

## Geschichte
Das einstige Wargitten war bis 1928 ein Vorwerk innerhalb des Gutsbezirks Kudwinnen (polnisch Kudwiny) im ostpreußischen Kreis Rastenburg. 1785 wird es als „adlig Vorwerk mit 8 Feuerstellen“ erwähnt. 1820 zählte Wargitten 49 Einwohner, 1885 waren es 55 und 1905 noch 52. Am 30. September 1928 wurde aus dem Gutsbezirk Kudwinnen (mit dem Vorwerk Wargitten) und dem Gutsbezirk Sansgarben (polnisch Gęsie Góry) die neue Landgemeinde Sansgarben gebildet, in die Wargitten somit eingegliedert wurde.
Im Jahre 1945 wurde in Kriegsfolge das gesamte südliche Ostpreußen an Polen überstellt. Davon war nun auch Wargitten betroffen, das die polnische Namensform „Wargity“ erhielt. In den Jahren nach dem Zweiten Weltkrieg hat der Ort immer mehr zu existieren aufgehört. Heute gibt es in Wargity keine Einwohner und auch keine Gebäude mehr. Die verlassene Ortsstelle gehört zur Landgemeinde Barciany (Barten) im Powiat Kętrzyński (Kreis Rastenburg), bis 1998 der Woiwodschaft Olsztyn, seither der Woiwodschaft Ermland-Masuren zugehörig.

## Kirche
Bis 1945 war Wargitten in den Sprengel der evangelischen Kirche Groß Wolfsdorf der vereinten Kirchengemeinden Groß Wolfsdorf-Dönhofstädt in der Kirchenprovinz Ostpreußen der Kirche der Altpreußischen Union sowie in die römisch-katholische Kirche Korschen im damaligen Bistum Ermland eingepfarrt.

## Verkehr
Die Ortsstelle Wargity ist nur über zum Teil unwegsame Landwege zu erreichen: von Gęsie Góry (Sansgarben) und der Woiwodschaftsstraße 591 (einstige deutsche Reichsstraße 141) sowie von Krymławki (Krimlack) und von Kudwiny (Kudwinnen). Ein Bahnanschluss ist nicht in der Nähe.